# Kabát
Kabát (deutsch: Mantel) ist eine der kommerziell erfolgreichsten tschechischen Rockbands.

## Werdegang
Sie spielen einen von Hard Rock, Arena-Rock und Pop geprägten Stil. Die Band wurde 1983 gegründet. Am Anfang spielte die Band Thrash Metal, der von den damaligen kommunistischen Behörden nicht toleriert wurde. Deswegen gab es in den ersten Jahren keine öffentlichen Konzerte. 1985 löste sich die Band für drei Jahre auf. Erst am 1. Mai 1988 kamen die Bandmitglieder wieder zusammen, um nach alter Gewohnheit wieder gemeinsam Thrash Metal zu spielen. Stufenweise entwickelte sich die Musik über härteren Rock zu etwas zwischen Country und der momentanen Stilrichtung. Seit 1988 gibt es keine Veränderung bei der Zusammensetzung der Bandmitglieder.
2007 vertraten Kabát Tschechien bei der ersten Teilnahme des Landes beim Eurovision Song Contest mit dem Titel Malá dáma, kamen aber über den 28. und letzten Platz im Halbfinale nicht hinaus.

## Diskografie

### Alben
- 1991: Má Ji Motorovou (Monitor)
- 1992: Živě! (Monitor) (deutsch: Live)
- 1994: Colorado (Monitor)
- 1995: Země plná trpaslíků (Monitor) (deutsch: Ein Land voller Zwerge)
- 1997: Čert na koze jel (Monitor) (deutsch: Der Teufel ritt auf der Ziege)
- 1999: MegaHu (Monitor/EMI)
- 2000: Go satane go (Monitor/EMI) (deutsch: Geh Satan Geh)

| Jahr | Titel Musiklabel              | Höchstplatzierung, Gesamtwochen, AuszeichnungChartsChartplatzierungen (Jahr, Titel, Musiklabel, Platzierungen, Wochen, Auszeichnungen, Anmerkungen) | Anmerkungen                                                                          |
| Jahr | Titel Musiklabel              | CZ | Anmerkungen                                                                          |
| ---- | ----------------------------- | --- | ------------------------------------------------------------------------------------ |
| 1991 | Má jí motorovou Monitor       | CZ57 (1 Wo.)CZ | Charteinstieg: 2016; deutsch: Sie hat sie motorisiert                                |
| 1993 | Děvky ty to znaj              | CZ63 (1 Wo.)CZ | Erstveröffentlichung: 3. Mai 1993 Charteinstieg: 2019; deutsch: Die Huren wissen das |
| 2001 | Suma sumárum Monitor/EMI      | CZ18 (7 Wo.)CZ | Charteinstieg: 2006                                                                  |
| 2003 | Dole v dole Monitor/EMI       | CZ74 (2 Wo.)CZ | Charteinstieg: 2015; deutsch: Unten im Schacht                                       |
| 2006 | Corrida EMI                   | CZ1 (96 Wo.)CZ | Erstveröffentlichung: 8. Dezember 2006                                               |
| 2008 | Corrida 2007: Live DVD        | CZ1 (22 Wo.)CZ |                                                                                      |
| 2009 | Po čertech velkej koncert EMI | CZ1 (73 Wo.)CZ | Erstveröffentlichung: 27. November 2009                                              |
| 2010 | Banditi di Praga              | CZ1 (67 Wo.)CZ | Erstveröffentlichung: 10. Dezember 2010                                              |
| 2011 | Banditi di Praga: Turné 2011  | CZ1 (75 Wo.)CZ | 14. November 2011                                                                    |
| 2013 | Suma sumárum (25.výročí)      | CZ8 (144 Wo.)CZ | Erstveröffentlichung: 25. November 2013                                              |
| 2015 | Box 2007                      | CZ42 (2 Wo.)CZ |                                                                                      |
| 2015 | Do pekla do nebe              | CZ1 (120 Wo.)CZ |                                                                                      |
| 2016 | Original Albums Vol. 1        | CZ22 (3 Wo.)CZ |                                                                                      |
| 2016 | Kabat 2013–2015               | CZ34 (1 Wo.)CZ | Erstveröffentlichung: 2. November 2016                                               |
| 2017 | Original Albums Vol. 2        | CZ56 (3 Wo.)CZ |                                                                                      |
| 2022 | El presidento                 | CZ1 (… Wo.)CZ | Erstveröffentlichung: 5. Oktober 2022                                                |

### Singles
| Jahr | Titel Album                                | Höchstplatzierung, Gesamtwochen, AuszeichnungChartsChartplatzierungen (Jahr, Titel, Album, Platzierungen, Wochen, Auszeichnungen, Anmerkungen) | Anmerkungen          |
| Jahr | Titel Album                                | CZ | Anmerkungen          |
| --- | ------------------------------------------ | --- | -------------------- |
| 2006 | Burlaci Corrida                            | CZ13 (59 Wo.)CZ |                      |
| 2007 | Malá dáma Corrida                          | CZ22 (54 Wo.)CZ | deutsch: Kleine Dame |
| 2008 | Kdoví jestli Corrida                       | CZ7 (88 Wo.)CZ |                      |
| 2008 | Raci v práci Corrida                       | CZ17 (55 Wo.)CZ |                      |
| 2009 | Virtuoz Corrida                            | CZ44 (16 Wo.)CZ |                      |
| 2010 | Don Pedro von Poltergeist Banditi di Praga | CZ53 (14 Wo.)CZ |                      |
| 2011 | Schody Banditi di Praga                    | CZ56 (29 Wo.)CZ |                      |
| 2015 | Brousíme nože Do pekla / do nebe           | CZ44 (13 Wo.)CZ |                      |
| 2015 | Western Boogie Do pekla / do nebe          | CZ76 (6 Wo.)CZ |                      |
| 2015 | Houby magický Do pekla / do nebe           | CZ60 (9 Wo.)CZ |                      |
| Folgende Lieder erschienen nicht als Single, wurden aber durch das Album zum Download und Streaming bereitgestellt und konnten somit eine Platzierung erlangen: |                                            | |                      |
| |                                            | |                      |
| 2018 | Šaman                                      | CZ94 (1 Wo.)CZ |                      |

Weitere Singles
- 1989: S čerty tancoval (Supraphon) (deutsch: Er tanzte mit den Teufeln)
- 1994: Jak ti šlapou Kabáti (Monitor) (deutsch: Wie dich die Kabáts treten, im übertragenen Sinne: Wie gefallen dir die Kabats)
- 1996: Mistři světa (Monitor/EMI) (deutsch: Weltmeister)
- 1999: Učitel (EMI) (deutsch: Der Lehrer)
- 2003: Stará Lou (EMI) (deutsch: Die alte Lou)
- 2007: Pohoda (deutsch: Annehmlichkeit)

### Videoalben
- 2002: Best of Video - Koncert Praha GSG Tour (EMI)
- 2004: 2003–2004 Live (EMI)
- 2007: Corrida Tour (EMI)
- 2009: Po čertech velkej koncert, 2DVD, Blu-ray (EMI)
- 2011: Banditi di Praga Turné 2011, DVD
- 2011: Banditi di Praga Turné 2011 Limited Edition, 2CD+2DVD